# Щодрухи (Замбровський повіт)
Щодрухи (пол. Szczodruchy) — село в Польщі, у гміні Колаки-Косьцельні Замбровського повіту Підляського воєводства.
Населення — 85 осіб (2011).
У 1975-1998 роках село належало до Ломжинського воєводства.

## Демографія
Демографічна структура станом на 31 березня 2011 року:
|          | Загалом | Допрацездатний вік | Працездатний вік | Постпрацездатний вік |
| -------- | ------- | ------------------ | ---------------- | -------------------- |
| Чоловіки | 41      | 9                  | 25               | 7                    |
| Жінки    | 44      | 11                 | 25               | 8                    |
| Разом    | 85      | 20                 | 50               | 15                   |